# Commission nigériane contre les délits économiques et financiers
La Commission nigériane contre les délits économiques et financiers (anglais: Economic and Financial Crimes Commission, abrégée EFCC) est une agence nigériane qui est chargée des investigations sur les délits financiers comme la fraude 4-1-9 et le blanchiment d'argent.
En 2003, l'EFCC a été créée en réponse aux pressions du Groupe d'action financière (GAFI). Le Nigeria faisait partie, selon le GAFI, des 23 pays qui ne collaboraient avec la communauté internationale pour combattre le blanchiment d'argent.
Sous l'administration de Nuhu Ribadu, l'agence a enquêté sur beaucoup de responsables nigérians comme de l'ex-chef de la police ou des directeurs de banques nigérians.
En septembre 2006, la BBC a révélé que l'EFCC enquêtait sur 31 des 36 gouverneurs des États nigérian pour corruption.

### Sources
- (en) Cet article est partiellement ou en totalité issu de l’article de Wikipédia en anglais intitulé « Economic and Financial Crimes Commission » (voir la liste des auteurs).
- (en) Nigeria’s struggle with corruption, présenté par le chef de l'EFCC du Comité de la Chambre Américaine des Représentants sur le Développement International
- (en) Banks take a breath of fresh air as FATF gives clean bill of health
- (en) Nigeria arrests runaway governor, BBC